# Lợi Thuận
Lợi Thuận là một xã thuộc huyện Bến Cầu, tỉnh Tây Ninh, Việt Nam.

## Địa lý
Xã Lợi Thuận nằm ở phía đông nam huyện Bến Cầu, có vị trí địa lý: 
- Phía đông giáp xã Hiệp Thạnh và xã Phước Trạch, huyện Gò Dầu và xã An Thạnh
- Phía tây phường Bavet, thành phố Bavet, tỉnh Svay Rieng, Campuchia
- Phía bắc giáp thị trấn Bến Cầu và xã Tiên Thuận
- Phía nam giáp xã Phước Bình, thị xã Trảng Bàng.

Xã Lợi Thuận có diện tích 42,80 km², dân số năm 2019 là 8.235 người, mật độ dân số đạt 192 người/km².
Xã có khu kinh tế cửa khẩu Mộc Bài, là cửa khẩu Quốc tế đường bộ lớn nhất phía nam, nằm ngay vị trí chiến lược trên đường xuyên Á cách Thành phố Hồ Chí Minh 70 km xuyên qua các nước: Thái Lan, Campuchia, Lào, Myanmar,...

## Hành chính
Xã Lợi Thuận được chia thành 5 ấp: Thuận Tâm, Thuận Hòa, Thuận Chánh, Thuận Đông, Thuận Tây.